# داوود علی
داوود علی (انگلیسی: Dawood Ali؛ زادهٔ ۲۹ دسامبر ۱۹۸۳) ورزشکار فوتبال اصالتاً بلوچ اهل امارات متحده عربی است.
از باشگاه‌هایی که در آن بازی کرده‌است می‌توان به باشگاه فوتبال الظفره، باشگاه فوتبال الوصل امارات و باشگاه فوتبال الشباب امارات اشاره کرد.
وی همچنین در تیم ملی فوتبال امارات متحده عربی بازی کرده‌است.